# Black Dawn
Black Down és una pel·lícula d'acció estatunidenca dirigida per Alexander Gruszynski, estrenada el 2005 amb Steven Seagal. És la continuació de L'assumpte Van Haken estrenada el 2003.

## Argument
Un grup de terroristes planegen comprar un cap nuclear per fer-lo explotar amb fins religiosos i ideals no determinats. Per això, roben una gran quantitat de diamants per a canviar-lo per la bomba. Un dels dos germans al capdavant de l'organització té la intenció d'acoblar i vendre la bomba a Jonathan Cold (un ex agent de la CIA acusat de traïció i que passa per mort pels Serveis Secrets).
Mentrestant, alguns agents, entre ells una ex companya de Cold, Amanda Stuart, espien la banda criminal tractant d'entendre els seus plans. Un científic que viatja al cau de l'organització per vendre el cap de plutoni, és eliminat per un dels dos germans davant de l'ex agent de la CIA, impassible. Els agents que espiaven a la banda són misteriosament descoberts i eliminats, a excepció d'Amanda, que és salvada per Cold, que revela les seves veritables intencions i diu que és encara un agent secret de la CIA infiltrat a 'organització amb l'objectiu de desmuntar-la

## Repartiment
- Steven Seagal: Jonathan Cold
- Tamara Davies: Amanda Stuart
- John Pyper-Ferguson: James Donovan
- Julian Stone: Michael Donovan
- Nicholas Davidoff: Nicholi

## Rebuda
The Foreigner és la primera incursió de Steven Seagal al món d'acció tret directament en vídeo (també havia aparegut a Ticker el 2001, però relegat a un paper secundari), i encara que ha aparegut en gairebé una dotzena de pel·lícules de llavors ençà, aquella pel·lícula roman una de les pitjors.
Seagal retorna com Jonathan Cold, un exagent de la CIA que està treballant ara per ell mateix i ofereix els seus serveis al qui pagui el preu més alt. Aquesta vegada se l'ha contractat per agafar un perillós traficant d'armes tret de la presó pel seu germà. Després de la barroera imitació d'un metge, Cold se'n va amb el pres amb una facilitat alarmant - amb un guió que barreja terroristes txetxens, operatius dolents de la CIA dolents, i una bomba nuclear.
Black Dawn és mediocre, però no es pot negar que és un dels treballs més eficaços de Seagal en bastant de temps. La pel·lícula és millor que la seva precedent, Venjador (Today You Die), estrenada uns mesos abans i que presentava un storyline complex i algunes seqüències d'acció incomprensibles (cortesia del director Michael Oblowitz, que desastrosament cobria la pel·lícula amb talls ràpids i cinematografia de moviments lents). Aquesta vegada, Alexander Gruszynski és darrere la càmera, i encara que el seu estil és principalment tou, com a mínim manté un punt de coherència.